# Movimiento Político de Veteranos y Patriotas de Georgia
El Movimiento Político de Veteranos y Patriotas de Georgia (en georgiano: საქართველოს ძალოვან ვეტერანთა და პატრიოტთა პოლიტიკური მოძრაობა) es un partido político en Georgia fundado en 2007 por Gia Berdzenidze.

## Historia
El partido se fundó el 2 de agosto de 2007 y ese mismo año se crearon las juventudes del partido.
En las elecciones parlamentarias de 2016, el bloque electoral Alianza de Patriotas-Oposición Unida superó el umbral del 5% y envió 6 diputados al parlamento. Además, todos los partidos del bloque electoral se convirtieron en sujetos que pueden beneficiarse de subvenciones. 
El movimiento participó de forma independiente en las elecciones parlamentarias de 2020. El partido recibió el 0,17% y no logró superar el umbral, por lo que perdió la condición de entidad calificada.
De cara a las elecciones parlamentarias de 2024, el partido acordó cooperar con el Movimiento Nacional Unido en mayo de 2023.

## Resultados electorales

### Elecciones parlamentarias
| Elección | Votos  | %    | Representantes | +/–         | Posición | Coalición                            |
| -------- | ------ | ---- | -------------- | ----------- | -------- | ------------------------------------ |
| 2016     | 88.097 | 5,01 | 0/150          | Sin cambios | 3.º      | Alianza de Patriotas-Oposición Unida |
| 2020     | 3.245  | 0,17 | 0/150          | Sin cambios | 20.º     |                                      |